# Volo Fine Air 101
Il volo Fine Air 101 fu un volo, che collegava l'Aeroporto Internazionale di Miami con l'Aeroporto Internazionale Las Américas, Santo Domingo, schiantatosi il 7 agosto 1997 subito dopo il decollo, uccidendo tutte e 4 le persone a bordo più una persona a terra.

## L'aereo
Il volo era operato con un Douglas DC-8-61F, C/n/msn: 45942/349, registrato come N27UA (JA8058 quando era ancora nella flotta di Japan Airlines). Aveva circa 47.000 ore di volo (equivalenti a 29 anni).

## Equipaggio e passeggeri
A bordo c'erano tre membri dell'equipaggio e una guardia di sicurezza. Il capitano, il 42enne Dale Patrick "Pat" Thompson, era alla Fine Air dal 1993. Aveva un totale di 12.154 ore di volo, comprese 2.522 ore come capitano del DC-8 alla Fine Air. Il primo ufficiale, Steven Petrosky, 26 anni, assunto il 15 agosto 1994, aveva un totale di 2.641 ore di volo, di cui 1.592 ore con Fine Air su DC-8 e 614 ore come primo ufficiale e 978 ore come ingegnere di volo, tutto nel DC-8. L'ingegnere di volo, Glen Millington, 35 anni, era entrato a far parte della Fine Air nel 1996. Aveva accumulato un totale di 1.570 ore di volo, comprese 683 ore come ingegnere di volo DC-8 alla Fine Air. La guardia di sicurezza a bordo era Enrique Soto, 32 anni.

## Il volo
L'aereo, diretto a Santo Domingo, entrato in stallo, perse il controllo subito dopo la V1, per poi schiantarsi sulla 72nd avenue, dopo avere sfiorato vari edifici, e prendere fuoco.
Il McDonnell Douglas DC-8 ha mancato la struttura di carico per il trasporto di automobili all'estremità sud del Miami City Rail Yard, appena a nord dell'estremità della pista, e ha anche occupato le strutture per le operazioni di carico lungo il trafficato alimentatore della NW 25th Street fino all'area di carico dell'aeroporto appena a sud della fine della pista. L'aereo ha mancato di poco due fabbriche, un edificio commerciale e il centro di distribuzione Budweiser nella contea senza personalità giuridica di Miami-Dade, in Florida, tra i popolati sobborghi residenziali di Miami Springs e Doral. Ha slittato attraverso un campo aperto e sulla NW 72nd Ave, una strada che tipicamente è piena di traffico durante l'ora di pranzo ed era piena al momento dell'incidente, sebbene la parte colpita dal volo 101 avesse luci rosse ad entrambi gli incroci. I rottami dell'aereo scivolarono rapidamente attraverso la carreggiata e nel parcheggio di un mini-centro commerciale dall'altra parte della strada rispetto al campo vuoto; ha colpito 26 auto nel parcheggio. A quel tempo il mini-centro commerciale era un centro di distributori di componenti di computer specializzati nel commercio sudamericano.

Vista dall'alto del luogo dell'incidente

I rottami dell'aereo sono caduti quattro piedi prima degli ingressi di tre negozi. Ha mancato due auto occupate e un camion che stava aspettando il semaforo all'incrocio tra NW 31st Street e NW 72nd Avenue, a meno di 30 iarde (90 ft; 27 m) di distanza. All'interno di una delle auto nel parcheggio sedeva un uomo di 34 anni di nome Renato Alvarez che era appena tornato al suo negozio nel mini-centro commerciale dopo aver preso il pranzo per sé e sua moglie. Non è riuscito a scendere dall'auto ed è rimasto coinvolto nella palla di fuoco che ha inghiottito il viale a più corsie, il campo e il parcheggio.
In totale sono morte cinque persone: i tre membri dell'equipaggio, una guardia di sicurezza della compagnia a bordo del volo e l'uomo nel parcheggio. Nei minuti successivi all'incidente, la polizia è stata allertata di un incendio sulla NW 72nd Avenue, solo per scoprire che si era trattato di un incidente aereo. Per quasi 45 minuti, rapporti contrastanti affermarono che l'aereo era un volo passeggeri, ma nel giro di un'ora la torre di controllo del MIA confermò che si trattava del volo Fine Air Cargo 101. Agenti speciali di sicurezza della FAA che lavoravano in un ufficio nella proprietà dell'aeroporto (in quel momento) sono intervenuti sul posto e contemporaneamente presso gli uffici della Fine Air Cargo, dove hanno preso possesso della documentazione di volo. Parte della documentazione rilevante è stata recuperata dai contenitori dei rifiuti, provocando l'apertura di un'indagine penale che alla fine ha portato ad accuse tra cui la distruzione e l'occultamento delle prove. Fine Air e il suo agente di assistenza a terra Aeromar Airlines si sono dichiarati colpevoli di molte delle accuse e sono stati multati per circa 5 milioni di dollari.

## L'investigazione
Il National Transportation Safety Board (NTSB) ha rilevato che il centro di gravità dell'aereo era vicino o addirittura a poppa del limite dell'aereo e che l'assetto dell'aereo era impostato in modo errato. Entrambi sono derivati da irregolarità del carico. Non è stato possibile determinare la gravità del problema di controllo a causa dell'incertezza sulla distribuzione del peso del carico. Avrebbe richiesto capacità e reazioni eccezionali che non ci si poteva aspettare dai piloti.
L'NTSB ha scoperto che "uno spostamento significativo del carico all'indietro prima o durante la rotazione non si è verificato e non è stata la causa dell'iniziale inclinazione estrema verso l'alto durante la rotazione". La compressione o lo spostamento del carico potrebbero essersi verificati successivamente.
Le interviste al personale di terra hanno rilevato che il volo era regolarmente pieno di pallet e che, secondo alcune opinioni, i dispositivi di bloccaggio del carico erano raramente attivati, ed è stato inoltre affermato che ciò era dovuto al fatto che si riteneva che fossero irrilevanti se i pallet non potevano muoversi. I pallet sono trattenuti da binari ai lati per impedirne lo spostamento verso l'alto, ma solo i blocchi terminali retrattili possono arrestare il movimento avanti e indietro. Inoltre, l'aereo era sovraccarico di circa 6.000 libbre (2.700 kg), anche se, dato il processo di pesatura dei pallet, si riteneva che questo fosse più comune di quanto si pensasse in precedenza.

### Determinazione dell'NTSB
L'NTSB ha pubblicato il rapporto sull'incidente il 16 giugno 1998. La "probabile causa" recita:
Il National Transportation Safety Board stabilisce che la probabile causa dell'incidente, derivante dal caricamento errato dell'aereo per produrre un baricentro più a poppa e da un'impostazione corrispondentemente errata del trim dello stabilizzatore che ha provocato un beccheggio estremo durante la rotazione, era (1) l'incapacità di Fine Air di esercitare un controllo operativo sul processo di carico della merce; e (2) il mancato carico da parte di Aeromar dell'aereo come specificato da Fine Air. A contribuire all'incidente è stata l'incapacità della Federal Aviation Administration (FAA) di monitorare adeguatamente le responsabilità di controllo operativo di Fine Air per il carico delle merci e l'incapacità della FAA di garantire che le carenze note relative al carico fossero corrette a Fine Air.

## Nella cultura di massa
Il caso del volo 101 viene citato ed esaminato rispettivamente nel primo episodio della diciottesima stagione e nel quinto episodio della diciannovesima stagione della serie canadese Indagini ad alta quota, denominato "Suggerimenti anonimi".